# 家森幸子
家森 幸子（いえもり さちこ、1972年5月9日 - ）は、日本のフリーアナウンサー。神奈川県横浜市南区出身。レプロエンタテインメント所属。

## 略歴
- 10代の頃は父の仕事の関係でシンガポールに在住（帰国子女）[1]。
- アナウンサーを目指したのは、話し方がはっきりしているから向いているのでは、と母に雑誌のアナウンサー特集記事を見せられ、勧められたのがきっかけ[1]。
- 法政大学社会学部卒業[1]。
- 1995年、テレビ東京入社（同期入社に島田弘久）、営業局配属[1]。
- 1996年、アナウンス部へ異動[1]。
- 2002年10月、休養のためすべてのレギュラー番組を降板。同年12月にテレビ東京を退社。
- 2002年、当時プロ野球中日ドラゴンズに所属していた関川浩一外野手と結婚。名古屋市へ移住。
- 2003年8月、第一子となる長男を出産。
- 2005年、関川が楽天イーグルスへ移籍したのを機に仙台市へ移住。
- 2009年2月、第二子となる次男を出産。

## 出演

### テレビ

#### テレビ東京
- 1996年 『スポーツTODAYワイド』（土23:00～23:45）
- 1999年 『対爆笑問題』（火23:55～24:35）
- 1999年 『クイズ赤恥青恥』 （水21:00～21:54）
- 2001年 『激生!スポーツTODAY』（土23:40～24:20、日23:24～24:00）
- 2001年 『クイズ赤恥青恥』（金20:00～20:54）
- 2002年12月 退社

#### フリー
- 2005年 『爆笑問題の検索ちゃん』（テレビ朝日系列、金24:45~25:15）ナレーター
- 2006年 『ヨジテレビ!』（仙台放送、月～水15:59~16:55）MC
- 2007年9月27日 『とくダネ!』（フジテレビ系列）ゲストコメンテーター
- 2008年 『とうほく食文化応援団 ～美味し国 伊達な旅～』（仙台放送、日21:54~21:59）ナビゲーター
- 2008年 『吉川ひなのLIFE with PET』（FM OSAKA、土9:00～9:25）レギュラー

### CM
- 2007年 『なとり りんくうタウン総合住宅展示場』

### その他
- 2008年 『SENDAI DATABOOK 杜の都の生活データ』

セントラル自動車向けに仙台市が作成したDVD。非売品。